# Championnat de Tchécoslovaquie de rugby à XV
Le championnat de Tchécoslovaquie de rugby à XV regroupe l'élite des clubs de Tchécoslovaquie entre 1929 et 1992. Il est ensuite remplacé par le championnat tchèque et le championnat slovaque.

## Historique
La compétition est fondée en 1929, et prend fin en 1992 avec la dissolution de la Tchécoslovaquie.

## Palmarès
| Année | Champion          | 2ème                 | 3ème                  |
| ----- | ----------------- | -------------------- | --------------------- |
| 1929  | SK Slavia Praha   | SK Slavia Bratislava | AC Sparta Praha       |
| 1930  | SK Slavia Praha   | AC Sparta Praha      | VS Brno               |
| 1931  | AC Sparta Praha   | SK Slavia Praha      | VS Brno               |
| 1932  | SK Slavia Praha   | AC Sparta Praha      | VS Studentská kolonie |
| 1933  | SK Slavia Praha   | AC Sparta Praha      | VS Studentská kolonie |
| 1934  | SK Slavia Praha   | AC Sparta Praha      | VS Studentská kolonie |
| 1935  | SK Slavia Praha   | AC Sparta Praha      | VS Studentská kolonie |
| 1948  | Sokol LTC Praha   | SK Slavia Praha      | Sokol Brno I.         |
| 1949  | ATK Praha         | TJ Textilia          | AC Sparta Praha       |
| 1950  | Sokol Brno I.     | SK Slavia Praha      | TJ Textilia           |
| 1951  | ATK Praha         | Spartak Auto Praga   | Zbrojovka Brno        |
| 1952  | ATK Praha         | Spartak Auto Praga   | Dynamo Slavia Praha   |
| 1953  | ÚAD Praha         | AZKG Praha           | Dynamo Praha          |
| 1954  | ÚAD Praha         | Dynamo Praha         | AZKG Praha            |
| 1955  | AZKG Praha        | Dynamo Praha         | Spartak Gottwaldov    |
| 1956  | Dynamo Praha      | AZKG Praha           | Slavia Brno           |
| 1957  | Dynamo Praha      | AZKG Praha           | Spartak Gottwaldov    |
| 1958  | Dynamo Praha      | AZKG Praha           | Dukla Bratislava      |
| 1959  | Dynamo Praha      | Slavia Brno          | Spartak Sokolovo      |
| 1960  | AZKG Praha        | Dynamo Praha         | ZJŠ Brno              |
| 1961  | Dynamo Praha      | AZKG Praha           | ZJŠ Brno              |
| 1962  | AZKG Praha        | ZJŠ Brno             |                       |
| 1963  | AZKG Praha        | Dynamo Praha         | ZJŠ Brno              |
| 1964  | Slavia Praha      | AZKG Praha           | Spartak Sokolovo      |
| 1965  | Spartak ZJŠ Brno  | RC Sparta Praha      | Slavia Praha          |
| 1966  | AZKG Praha        | Slavia Praha         | Dukla Bohdaneč        |
| 1967  | RC Sparta Praha   | ???                  | Dukla Bohdaneč        |
| 1968  | RC Sparta Praha   | Dukla Bohdaneč       | Sokol Říčany          |
| 1969  | Slavia Praha      |                      |                       |
| 1970  | VTJ Dukla Přelouč | Disk Říčany          | TJ Vyškov             |
| 1971  | Slavia Praha      | TJ Praga             | TJ Vyškov             |
| 1972  | TJ Praga          |                      |                       |
| 1973  | RC Sparta Praha   | TJ Vyškov            | Slavia Praha          |
| 1974  | RC Vyškov         | Disk Říčany          | RC Sparta Praha       |
| 1975  | RC Vyškov         | RC Sparta Praha      | VTJ Přelouč           |
| 1976  | RC Vyškov         | RC Sparta Praha      | Slavia Praha          |
| 1977  | RC Vyškov         | RC Tatra Smichov     | RC Sparta Praha       |
| 1978  | RC Vyškov         | TJ Praga             | RC Tatra Smichov      |
| 1979  | RC Vyškov         | RC Tatra Smichov     | TJ Praga              |
| 1980  | RC Vyškov         | RC Tatra Smichov     | Zbrojovka Brno        |
| 1981  | RC Vyškov         | TJ Praga             | RC Tatra Smichov      |
| 1982  | TJ Praga          | RC Tatra Smichov     | RC Vyškov             |
| 1983  | TJ Praga          | RC Vyškov            | Zbrojovka Brno        |
| 1984  | TJ Praga          | RC Vyškov            | Zbrojovka Brno        |
| 1985  | RC Vyškov         | TJ Praga             | Zbrojovka Brno        |
| 1986  | TJ Praga          | Zbrojovka Brno       | RC Vyškov             |
| 1987  | TJ Praga          | VTJ Přelouč          | RC Vyškov             |
| 1988  | TJ Praga          | Zbrojovka Brno       | Slavia Havířov        |
| 1989  | RC Vyškov         | TJ Praga             | Zbrojovka Brno        |
| 1990  | RC Sparta Praha   | TJ Praga             | VTJ Přelouč           |
| 1991  | RC Vyškov         | Zbrojovka Brno       | TJ Praga              |
| 1992  | TJ Praga          | RC Vyškov            | Realspektrum Brno     |